# Bucephalina megacephala
Bucephalina megacephala är en tvåvingeart som först beskrevs av Friedrich Hermann Loew 1870.  Bucephalina megacephala ingår i släktet Bucephalina och familjen kolvflugor. Inga underarter finns listade i Catalogue of Life.